# (38709) 2000 QO90
2000 كيو أو 90 (ويعرف أيضًا باسم (38709) 2000 كيو أو 90 وفق تسمية الكوكب الصغير) (بالإنجليزية: 2000 QO90)‏ هو كويكب ضمن حزام الكويكبات؛ وترتيبه 38709 من حيث الاكتشاف.
اكتُشف هذا الجُرم الفلكي بواسطة بحث لنكولن عن الكويكبات القريبة من الأرض في 25 أغسطس 2000.

## وصلات خارجية
- (38709) 2000 QO90 في قاعدة بيانات مختبر الدفع النفاث لأجرام النظام الشمسي الصغيرة

- الاكتشاف · مخطط المدار ·  العناصر المدارية · المعلمات المادية

- (38709) 2000 QO90 على موقع ويكي سكاي: DSS2, SDSS, GALEX, IRAS, Hydrogen α, X-Ray, Astrophoto, Sky Map, Articles and images